# Libby
Libby是OverDrive出品的一个流動應用程式，用户可通过它使用图书馆的服务。

## 旧版停止服务
2023年3月，OverDrive宣布将于5月1日停运旧版OverDrive移动应用程序，此前也已要求图书馆系统取消旧版应用程序，并鼓励公共、学术和企业图书馆以及用户改用新版Libby移动程序。

## Libby移动程序
Libby应用程序要求用户出示圖書借閱證。Libby可通过借阅证将用户账户与图书馆绑定，并提供借书服务，用户得以通过该程序借书而无需专门访问图书馆的网站。

## 评价
《加拿大文学评价》一位评论家表扬Libby对阅读信息的管理，包括已阅图书和待阅图书系统。《时代杂志》一位评论家将Libby誉为2018年最佳应用程序之一。《大众力学》将Libby评为2010年代最佳应用程序之一。
OverDrive的CEO史蒂夫·波塔什称，截至2023年，北美大约90%的公共图书馆都在使用Libby。考虑到几乎所有此类服务都来自商业供应商，由Libby支持的免费图书馆服务并非寻常。